# Zisterzienserinnenabtei La Brayelle
Die Zisterzienserinnenabtei La Brayelle war von 1196 bis 1790 ein Kloster der Zisterzienserinnen in Annay, Bistum Arras, in Frankreich.

## Geschichte
Das Kloster La Brayelle (auch: Notre-Dame d’Annay) wurde 1196 in Annay bei Lens durch Nonnen aus der Zisterzienserinnenabtei Blendecques besiedelt. Es unterstand Kloster Vaucelles. 1233 besiedelten Nonnen aus La Brayelle ihrerseits die Zisterzienserinnenabtei Le Saulchoir und 1235 die Zisterzienserinnenabtei Biaches. Die Grangie Marqueffles in Bouvigny-Boyeffles diente dem Kloster im 13. Jahrhundert als Zuflucht. Nach Schließung von La Brayelle durch die Französische Revolution (und Tod der letzten Äbtissin durch die Guillotine 1794) kam es zur endgültigen Zerstörung der Gebäude in Annay erst 1917. Die Nonne Hombeline Lecouvreur (1750–1829) aus La Brayelle, die u. a. in das Kloster Himmelpforten (Ense) geflüchtet war, gehörte zum Kreise der Gründerinnen der Bernhardinerinnen von Esquermes, deren Mutterhaus heute das Kloster La Cessoie ist.